# 賢明な聖母としての女性
『賢明な聖母としての女性』（けんめいなせいぼとしてのじょせい、伊:Ritratto di donna come vergine saggia）は、イタリアの盛期ルネサンスの巨匠、セバスティアーノ・デル・ピオンボによる1510年頃の板上の油彩画である。現在ワシントンのナショナル・ギャラリーに所蔵されている
作品は、賢明な処女と愚かな処女 (十人の処女たちのたとえ) の話から取られた賢明な処女の一人としてモデルを表している。同じモデルは、セバスティアーノ・デル・ピオンボの『洗礼者ヨハネの首を持つサロメ』に登場し、『聖ヨハネのクリソストム祭壇画』のマグダラのマリアとしても登場する。両作品とも同じころに制作された。モデルの女性は画家の恋人だった可能性がある。
本作は、1650年にアントワープでヤコブス・ファン・フェールレと妻ヤンが所有していると記録されている。その後、作品は1870年にロンドンでエドワード・ホワイトのコレクションに記録され、クリスティーズのオークションでコルナーギを仲介として、リッチモンド・アポン・テムズのドーティ・ハウスにあるフランシス・クック卿の手に渡った。クック卿の子孫は最終的に1947年にサミュエル・H・クレス財団に作品を売却し、サミュエル・H・クレス財団は1952年に現在の所蔵先であるワシントンのナショナル・ギャラリーに作品を寄贈した。